# Atish Dabholkar
Atish Shripad Dabholkar (en maratí: अतीश दाभोलकर; nacido en 1963) es un físico teórico indio que dirige el Centro Internacional de Física Teórica (CIFT) desde noviembre de 2019. Sus áreas de especialidad son la gravedad cuántica, la teoría de supercuerdas y los agujeros negros.

## Biografía
Dabholkar cursó sus estudios de bachillerato en Kolhapur y sus estudios de grado en el Instituto Indio de Tecnología en Kanpur. Tras concluir un doctorado en Física teórica en la Universidad de Princeton y completar estancias posdoctorales en la Universidad Rutgers, Harvard y el Instituto de Tecnología de California, regresó a su país para impartir clases en el Instituto Tata de Investigación Fundamental (TIFR) en Mumbai.
Luego de diez años de ejercer como docente emigró a Europa para incorporarse como director de investigación del Laboratorio de Física Teórica y Alta Energía en la Universidad Sorbona de París, afiliado al Centro Nacional para la Investigación Científica (CNRS) de Francia. En 2006 recibió el Premio Shanti Swarup Bhatnagar de Ciencia y Tecnología de manos del Primer ministro indio "por sus sobresalientes aportaciones para entender cómo la teoría cuántica modifica la entropía de los agujeros negros y por sus estudios acerca de los solitones super simétricos en la teoría de cuerdas" y al año siguiente fue elegido fellow de la Academia de Ciencias de la India (IAS).